# Ламбрівка
Лáмбрівка — село Бородінської селищної громади, у Болградському районі Одеської області України. Населення становить 702 осіб.

## Історія
12 червня 2020 року, відповідно до Розпорядження Кабінету Міністрів України від № 724-р «Про визначення адміністративних центрів та затвердження територій територіальних громад Одеської області», увійшло до складу Бородінської селищної територіальної громади.
19 липня 2020 року, в результаті адміністративно-територіальної реформи і ліквідації Тарутинського району, село увійшло до складу новоутвореного Болградського району.

## Населення
Згідно з переписом УРСР 1989 року чисельність наявного населення села становила 729 осіб, з яких 362 чоловіки та 367 жінок.
За переписом населення України 2001 року в селі мешкало 698 осіб.

### Мова
Розподіл населення за рідною мовою за даними перепису 2001 року:
| Мова       | Відсоток |
| ---------- | -------- |
| російська  | 61,40 %  |
| молдовська | 16,38 %  |
| болгарська | 12,68 %  |
| українська | 8,40 %   |
| гагаузька  | 1,00 %   |
| білоруська | 0,14 %   |